# 559. pehotni polk (Wehrmacht)
Za druge 559. polke glejte 559. polk.
559. pehotni polk (izvirno nemško Infanterie-Regiment 559) je bil eden izmed pehotnih polkov v sestavi redne nemške kopenske vojske med drugo svetovno vojno.

## Zgodovina
Polk je bil ustanovljen 22. maja 1940 kot »Walküre« enota 10. vala iz nadomestnih čet WK III in dodeljen 276. pehotni diviziji.
Organizacija polka je bila julija 1940 zaustavljena zaradi hitrega zaključka francoske kampanje; čete so bile vrnjene k izvirnim enotam.
Polk je bil ponovno ustanovljen 15. decembra 1941 kot polk 17. vala, kot »Walküre« enota WK IV, iz delov 46. pehotnega polka, 302. pehotnega nadomestnega bataljona ter 21. in 81. nadomestnega bataljona; polk je bil dodeljen 331. pehotni diviziji.
15. oktobra istega leta je bil polk preimenovan v 559. grenadirski polk.